# Malcolm Wiseman
Malcolm Edward „Red” Wiseman (ur. 12 lipca 1913 w Winnipeg, zm. 11 kwietnia 1993 w Oakville) – kanadyjski koszykarz, srebrny medalista letnich igrzysk olimpijskich  w Berlinie. Zagrał w sześciu spotkaniach.